# Premio Principessa delle Asturie
I premi Principessa delle Asturie (in spagnolo Premios Princesa de Asturias) sono una serie di riconoscimenti spagnoli, istituiti nel 1981 per iniziativa della Fondazione Principe delle Asturie e consegnati annualmente a Oviedo, capoluogo delle Asturie. Fino al 2014 erano noti come premi Principe delle Asturie; in seguito il nome fu cambiato al femminile in omaggio all'assunzione di tale titolo da parte di Leonor, prima figlia del re di Spagna Filippo VI e della regina consorte Letizia.

## Storia
Il premio costituisce un evento accademico di prim'ordine, non solo per la categoria dei premiati ma anche per la composizione della giuria. Oltre a tutto ciò, si assegna anche un riconoscimento al Pueblo Ejemplar de Asturias, concesso al paese asturiano che durante l'anno abbia realizzato l'opera più meritoria in favore del suo sviluppo.
Le decisioni dei giurati (uno per ogni premio) iniziano nel mese di maggio e continuano fino al mese di settembre, quando si definisce il premio per lo sport. Le riunioni dei giurati si tengono all'Hotel de la Riconquista, nel centro della capitale asturiana. Il secondo giorno della riunione, il presidente della giuria rende pubblica la decisione. I premi si consegnano al Teatro Campoamor durante una cerimonia presieduta fino all’anno 2014 dal principe Felipe (e dal 2004 anche dalla principessa Letizia), ed in seguito presieduta da sua altezza reale doña Leonor di Borbone-Spagna, principessa delle Asturie
Nel 2006 la Fundación Príncipe de Asturias ha celebrato il XXV anniversario dei Premi con un intenso programma di attività alle quali hanno partecipato personalità ed istituzioni che erano state premiate durante quegli anni. Le sculture che vengono consegnate sono state create da Joan Miró.

## Elenco dei premiati

Emblema della Fondazione Principe delle Asturie e del premio.

### Arte
- 1981 Jesús López Cobos
- 1982 Pablo Serrano Aguilar
- 1983 Eusebio Sempere
- 1984 Orfeón Donostiarra
- 1985 Antonio López García
- 1986 Luis García Berlanga
- 1987 Eduardo Chillida
- 1988 Jorge Oteiza
- 1989 Oscar Niemeyer
- 1990 Antoni Tàpies
- 1991 Victoria de los Ángeles, Teresa Berganza, Montserrat Caballé, José Carreras, Pilar Lorengar, Alfredo Kraus e Plácido Domingo
- 1992 Sebastián Matta
- 1993 Francisco Javier Sáenz de Oiza
- 1994 Alicia de Larrocha
- 1995 Fernando Fernán Gómez
- 1996 Joaquín Rodrigo Vidre
- 1997 Vittorio Gassman
- 1998 Sebastião Salgado
- 1999 Santiago Calatrava Valls
- 2000 Barbara Hendricks
- 2001 Krzysztof Penderecki
- 2002 Woody Allen
- 2003 Miquel Barceló
- 2004 Paco de Lucía
- 2005 Majja Pliseckaja e Tamara Rojo
- 2006 Pedro Almodóvar
- 2007 Bob Dylan
- 2008 Fundación del Estado para el Sistema Nacional de las Orquestas Juveniles e Infantiles de Venezuela
- 2009 Norman Foster
- 2010 Richard Serra
- 2011 Riccardo Muti
- 2012 Rafael Moneo
- 2013 Michael Haneke
- 2014 Frank Gehry
- 2015 Francis Ford Coppola
- 2016 Núria Espert
- 2017 William Kentridge
- 2018 Martin Scorsese
- 2019 Peter Brook
- 2020 Ennio Morricone e John Williams
- 2021 Marina Abramović
- 2022 Carmen Linares e María Pagés
- 2023 Meryl Streep
- 2024 Joan Manuel Serrat
- 2025 Graciela Iturbide

### Sport
- 1987 Sebastian Coe
- 1988 Juan Antonio Samaranch
- 1989 Severiano Ballesteros
- 1990 Sito Pons
- 1991 Serhij Bubka
- 1992 Miguel Indurain
- 1993 Javier Sotomayor
- 1994 Martina Navrátilová
- 1995 Hassiba Boulmerka
- 1996 Carl Lewis
- 1997 squadra spagnola di maratona
- 1998 Arantxa Sánchez Vicario
- 1999 Steffi Graf
- 2000 Lance Armstrong
- 2001 Manuel Estiarte
- 2002 Nazionale di calcio del Brasile
- 2003 Tour de France
- 2004 Hicham El Guerrouj
- 2005 Fernando Alonso
- 2006 Nazionale di pallacanestro della Spagna
- 2007 Michael Schumacher
- 2008 Rafael Nadal
- 2009 Elena Isinbaeva
- 2010 Nazionale di calcio della Spagna
- 2011 Haile Gebrselassie
- 2012 Iker Casillas e Xavi Hernández
- 2013 José María Olazábal
- 2014 Maratona di New York
- 2015 Pau Gasol e Marc Gasol
- 2016 Francisco Javier Gómez Noya
- 2017 All Blacks
- 2018 Reinhold Messner e Krzysztof Wielicki
- 2019 Lindsey Vonn
- 2020 Carlos Sainz
- 2021 Teresa Perales
- 2022 Atleti Olimpici Rifugiati
- 2023 Eliud Kipchoge
- 2024 Carolina Marín

### Scienze sociali
- 1981 Román Perpiñá Grau
- 1982 Antonio Domíguez Ortiz
- 1983 Julio Caro Baroja
- 1984 Eduardo García de Enterría
- 1985 Ramón Carande Thovar
- 1986 José Luis Pinillos
- 1987 Juan José Linz
- 1988 Luis Díez del Corral e Luis Sánchez Agesta
- 1989 Enrique Fuentes Quintana
- 1990 Rodrigo Uría González
- 1991 Miguel Artola Gallego
- 1992 Juan Velarde Fuertes
- 1993 Silvio Zavala
- 1994 Aurelio Menéndez
- 1995 Joaquim Veríssimo Serrão e Miquel Batllori i Munné
- 1996 John Elliott
- 1997 Martí de Riquer i Morera
- 1998 Pierre Werner e Jacques Santer
- 1999 Raymond Carr
- 2000 Carlo Maria Martini
- 2001 Juan Iglesias Santos e El Colegio de México
- 2002 Anthony Giddens
- 2003 Jürgen Habermas
- 2004 Paul Krugman
- 2005 Giovanni Sartori
- 2006 Mary Robinson
- 2007 Ralf Dahrendorf
- 2008 Cvetan Todorov
- 2009 David Attenborough
- 2010 Esercito di terracotta, gruppo archeologico
- 2011 Howard Gardner
- 2012 Martha Nussbaum
- 2013 Saskia Sassen
- 2014 Joseph Pérez
- 2015 Esther Duflo
- 2016 Mary Beard
- 2017 Karen Armstrong
- 2018 Michael Sandel
- 2019 Alejandro Portes
- 2020 Dani Rodrik
- 2021 Amartya Sen
- 2022 Eduardo Matos Moctezuma
- 2023 Hélène Carrère d'Encausse
- 2024 Michael Ignatieff
- 2025 Douglas Massey

### Comunicazione ed umanistica
- 1981 María Zambrano Alarcón
- 1982 Mario Bunge
- 1983 Quotidiano "El País"
- 1984 Claudio Sánchez Albornoz
- 1985 Josep Ferrater Mora
- 1986 Gruppo di comunicazione O Globo
- 1987 Quotidiano "El Tiempo" e Quotidiano "El Espectador"
- 1988 Horacio Saénz Guerrero
- 1989 Pedro Laín Entralgo e Fondo de Cultura Económica de México
- 1990 Universidad Centroamericana José Simeón Cañas
- 1991 Luis María Anson
- 1992 Emilio García Gómez
- 1993 Rivista "Vuelta", di Octavio Paz
- 1994 Missioni spagnole in Ruanda e Burundi
- 1995 Agencia EFE e José Luis López Aranguren
- 1996 Indro Montanelli e Julián Marías Aguilera
- 1997 Václav Havel e CNN
- 1998 Reinhard Mohn
- 1999 Instituto Caro y Cuervo
- 2000 Umberto Eco
- 2001 George Steiner
- 2002 Hans Magnus Enzensberger
- 2003 Ryszard Kapuściński e Gustavo Gutiérrez
- 2004 Jean Daniel
- 2005 I grandi istituti di cultura europei: Alliance Française, British Council, Goethe-Institut, Instituto Camões, Instituto Cervantes e Società Dante Alighieri
- 2006 National Geographic Society
- 2007 Riviste Science e Nature
- 2008 Google
- 2009 Università nazionale autonoma del Messico
- 2010 Alain Touraine e Zygmunt Bauman
- 2011 Royal Society
- 2012 Shigeru Miyamoto
- 2013 Annie Leibovitz
- 2014 Joaquín Salvador Lavado Tejón detto Quino
- 2015 Emilio Lledó
- 2016 James Nachtwey
- 2017 Les Luthiers
- 2018 Alma Guillermoprieto
- 2019 Museo del Prado
- 2020 Fiera internazionale del libro di Guadalajara e Festival Hay di letteratura e arte
- 2021 Gloria Steinem
- 2022 Adam Michnik
- 2023 Nuccio Ordine
- 2024 Marjane Satrapi
- 2025 Byung-chul Han

### Concordia
- 1986 Vicaría de la Solidaridad del Cile
- 1987 Villa El Salvador
- 1988 Unione internazionale per la conservazione della natura e WWF
- 1989 Stephen Hawking
- 1990 Comunità Sefardite
- 1991 Medici senza frontiere e Medicus Mundi
- 1992 Fondazione americana per la ricerca sull'AIDS (amfAR)
- 1993 Coordinadora Gesto por la Paz de Euskal Herria
- 1994 Mensajeros de la Paz, Movimiento Nacional de Meninos e Meninas de Rua e Save the Children
- 1995 Hussein di Giordania
- 1996 Adolfo Suárez
- 1997 Yehudi Menuhin e Mstislav Leopol'dovič Rostropovič
- 1998 Nicolás Antonio Castellanos Franco, Vicente Ferrer, Joaquín Sanz Gadea e Muhammad Yunus
- 1999 Cáritas Española
- 2000 Real Academia Española e Associazione delle Accademie della lingua spagnola
- 2001 Rete mondiale di riserve della biosfera
- 2002 Daniel Barenboim e Edward Said
- 2003 J. K. Rowling
- 2004 Cammino di Santiago di Compostela
- 2005 Figlie della carità di San Vincenzo de' Paoli
- 2006 UNICEF
- 2007 Yad Vashem, il museo dell'Olocausto di Gerusalemme
- 2008 Íngrid Betancourt
- 2009 La città di Berlino
- 2010 Manos Unidas, organizzazione non governativa
- 2011 Eroi di Fukushima
- 2012 Federazione spagnola delle banche alimentari (FESBAL), organizzazione non governativa.
- 2013 Organización Nacional de Ciegos Españoles
- 2014 Caddy Adzuba
- 2015 Ordine ospedaliero di San Giovanni di Dio
- 2016 SOS Villaggi dei bambini
- 2017 Unione europea
- 2018 Sylvia Earle
- 2019 La città di Danzica
- 2020 Operatori sanitari in prima linea contro COVID-19
- 2021 José Andrés e World Central Kitchen
- 2022 Shigeru Ban
- 2023 Mary's Meals
- 2024 Magnum Photos

### Cooperazione internazionale
- 1981 José López Portillo
- 1982 Enrique V. Iglesias
- 1983 Belisario Betancur Cuartas
- 1984 Gruppo di Contadora
- 1985 Raúl Ricardo Alfonsín
- 1986 Università di Salamanca e di Coimbra
- 1987 Javier Pérez de Cuéllar
- 1988 Óscar Arias Sánchez
- 1989 Jacques Delors e Michail Gorbačëv
- 1990 Hans-Dietrich Genscher
- 1991 Alto commissariato delle Nazioni Unite per i rifugiati (UNHCR)
- 1992 Nelson Mandela e Frederik de Klerk
- 1993 Caschi blu dell'ONU in missione nell'ex Jugoslavia
- 1994 Yasser Arafat e Yitzhak Rabin
- 1995 Mário Soares
- 1996 Helmut Kohl
- 1997 Il Governo del Guatemala e la Unidad Revolucionaria Nacional Guatemalteca
- 1998 Fatiha Boudiaf, Rigoberta Menchú, Fatana Ishaq Gailani, Somaly Mam, Emma Bonino, Graça Machel e Olayinka Koso-Thomas
- 1999 Pedro Duque, John Glenn, Chiaki Mukai e Valerij Vladimirovič Poljakov
- 2000 Fernando Henrique Cardoso
- 2001 Stazione spaziale internazionale
- 2002 Comitato scientifico per la ricerca in Antartide (SCAR)
- 2003 Luiz Inácio Lula da Silva
- 2004 Progetto Erasmus della Unione europea
- 2005 Simone Veil
- 2006 Fondazione Bill & Melinda Gates
- 2007 Al Gore
- 2008 The Ifakara Health Institute, The Malaria Research and Training Center (MRTC), The Kintampo Health Research Centre (KHRC) e The Manhiça Health Research Centre
- 2009 Organizzazione mondiale della sanità
- 2010 The Transplantation Society e Organización Nacional de Trasplantes
- 2011 Bill Drayton
- 2012 Croce Rossa e Mezzaluna Rossa Internazionale
- 2013 Società Max Planck
- 2014 Programma Fulbright
- 2015 Wikipedia
- 2016 Convenzione quadro delle Nazioni Unite sui cambiamenti climatici (UNFCCC) e l'Accordo di Parigi
- 2017 Hispanic Society of America
- 2018 Amref Health Africa
- 2019 Salman Khan e la Khan Academy
- 2020 GAVI Alliance
- 2021 Camfed
- 2022 Ellen MacArthur
- 2023 Iniziativa sui farmaci per le malattie trascurate
- 2024 Organizzazione degli Stati ibero-americani

### Ricerca scientifica e tecnica
- 1981 Alberto Sols García
- 1982 Manuel Ballester Boix
- 1983 Luis Antonio Santaló Sors
- 1984 Antonio García Bellido
- 1985 David Vázquez Martínez e Emilio Rosenblueth
- 1986 Antonio González González
- 1987 Pablo Rudomín Zevnovaty e Jacinto Convit
- 1988 Manuel Cardona e Marcos Moshinsky
- 1989 Guido Münch
- 1990 Salvador Moncada e Santiago Grisolía
- 1991 Francisco Bolívar Zapata
- 1992 Federico García Moliner
- 1993 Amable Liñán
- 1994 Manuel Elkin Patarroyo
- 1995 Istituto Nazionale di Biodiversità della Costa Rica e Manuel Losada Villasante
- 1996 Valentí Fuster Carulla
- 1997 Equipo Investigador de Atapuerca
- 1998 Pedro Miguel Etxenike Landiríbar e Emilio Méndez Pérez
- 1999 Ricardo Miledi e Enrique Moreno González
- 2000 Luc Montagnier e Robert Gallo
- 2001 Jean Weissenbach, Craig Venter, John Sulston, Francis Collins y Hamilton Smith
- 2002 Lawrence Roberts, Robert Kahn, Vint Cerf e Tim Berners-Lee
- 2003 Jane Goodall
- 2004 Judah Folkman, Tony Hunter, Joan Massagué, Bert Vogelstein e Robert Weinberg
- 2005 Antonio Damasio e Hanna Damasio
- 2006 Juan Ignacio Cirac.
- 2007 Ginés Morata Pérez e Peter Lawrence
- 2008 Sumio Iijima, Robert Langer, George M. Whitesides, Tobin Marks e Shūji Nakamura
- 2009 Martin Cooper e Ray Tomlinson
- 2010 David Julius, Linda Watkins e Baruch Minke
- 2011 Joseph Altman, Arturo Álvarez-Buylla e Giacomo Rizzolatti
- 2012 Gregory Winter e Richard A. Lerner
- 2013 Peter Higgs, François Englert e CERN.
- 2014 Avelino Corma, Mark E. Davis e Galen Stucky
- 2015 Emmanuelle Charpentier e Jennifer Doudna
- 2016 Hugh Herr
- 2017 Rainer Weiss, Barry Clark Barish Kip Thorne e la LIGO Scientific Collaboration
- 2018 Svante Pääbo
- 2019 Joanne Chory e Sandra Myrna Díaz
- 2020 Yves Meyer, Ingrid Daubechies, Terence Tao e Emmanuel Candès
- 2021 Katalin Karikó, Drew Weissman, Philip Felgner, Uğur Şahin, Özlem Türeci, Derrick Rossi e Sarah Gilbert
- 2022 Geoffrey Hinton, Yann LeCun, Yoshua Bengio e Demis Hassabis
- 2023 Jeffrey Gordon, Peter Greenberg e Bonnie Bassler
- 2024 Daniel J. Drucker, Jeffrey M. Friedman, Joel Habener, Jens Juul Holst e Svetlana Mojsov
- 2025 Mary-Claire King

### Letteratura
- 1981 José Hierro
- 1982 Gonzalo Torrente Ballester e Miguel Delibes Setién
- 1983 Juan Rulfo
- 1984 Pablo García Baena
- 1985 Ángel González Muñiz
- 1986 Mario Vargas Llosa e Rafael Lapesa Melgar
- 1987 Camilo José Cela
- 1988 Carmen Martín Gaite e José Ángel Valente
- 1989 Ricardo Gullón
- 1990 Arturo Uslar Pietri
- 1991 Popolo di Porto Rico
- 1992 Francisco Morales Nieva
- 1993 Claudio Rodríguez
- 1994 Carlos Fuentes
- 1995 Carlos Bousoño
- 1996 Francisco Umbral
- 1997 Álvaro Mutis
- 1998 Francisco Ayala
- 1999 Günter Grass
- 2000 Augusto Monterroso
- 2001 Doris Lessing
- 2002 Arthur Miller
- 2003 Fatema Mernissi e Susan Sontag
- 2004 Claudio Magris
- 2005 Nélida Piñon
- 2006 Paul Auster
- 2007 Amos Oz
- 2008 Margaret Atwood
- 2009 Ismail Kadare
- 2010 Amin Maalouf
- 2011 Leonard Cohen
- 2012 Philip Roth
- 2013 Antonio Muñoz Molina
- 2014 John Banville
- 2015 Leonardo Padura Fuentes
- 2016 Richard Ford
- 2017 Adam Zagajewski
- 2018 Fred Vargas
- 2019 Siri Hustvedt
- 2020 Anne Carson
- 2021 Emmanuel Carrère[2]
- 2022 Juan Mayorga[3]
- 2023 Haruki Murakami
- 2024 Ana Blandiana[4]
- 2025 Eduardo Mendoza[5]